# Petersfriedhof Salzburg

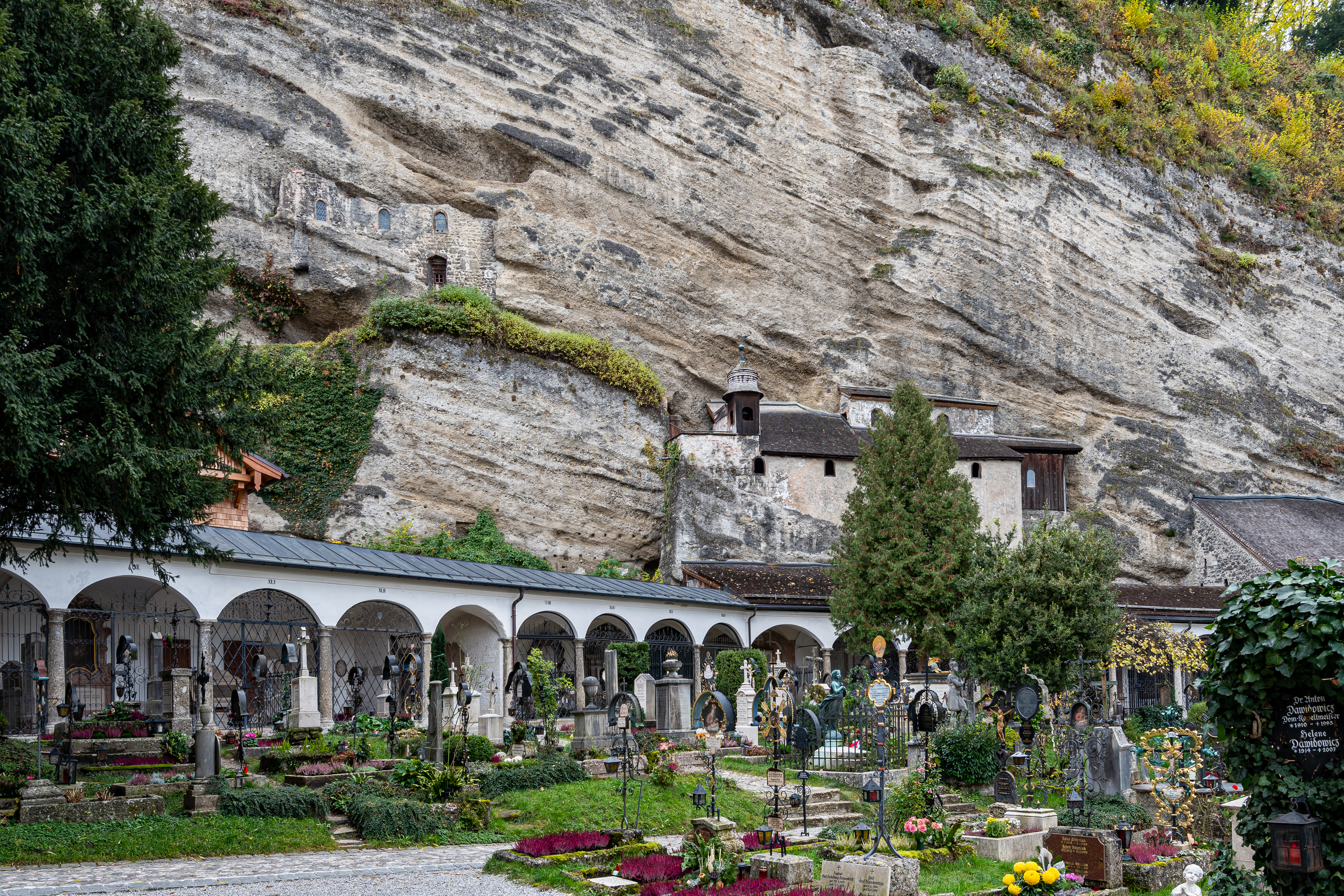
Petersfriedhof, mit „Katakomben“ und Gruftarkaden

Der Petersfriedhof (Friedhof des Stifts, seit 1924 des Erzstifts St. Peter) gehört neben dem Friedhof des Stiftes Nonnberg zu den ältesten christlichen Begräbnisstätten Salzburgs.

## Geschichte

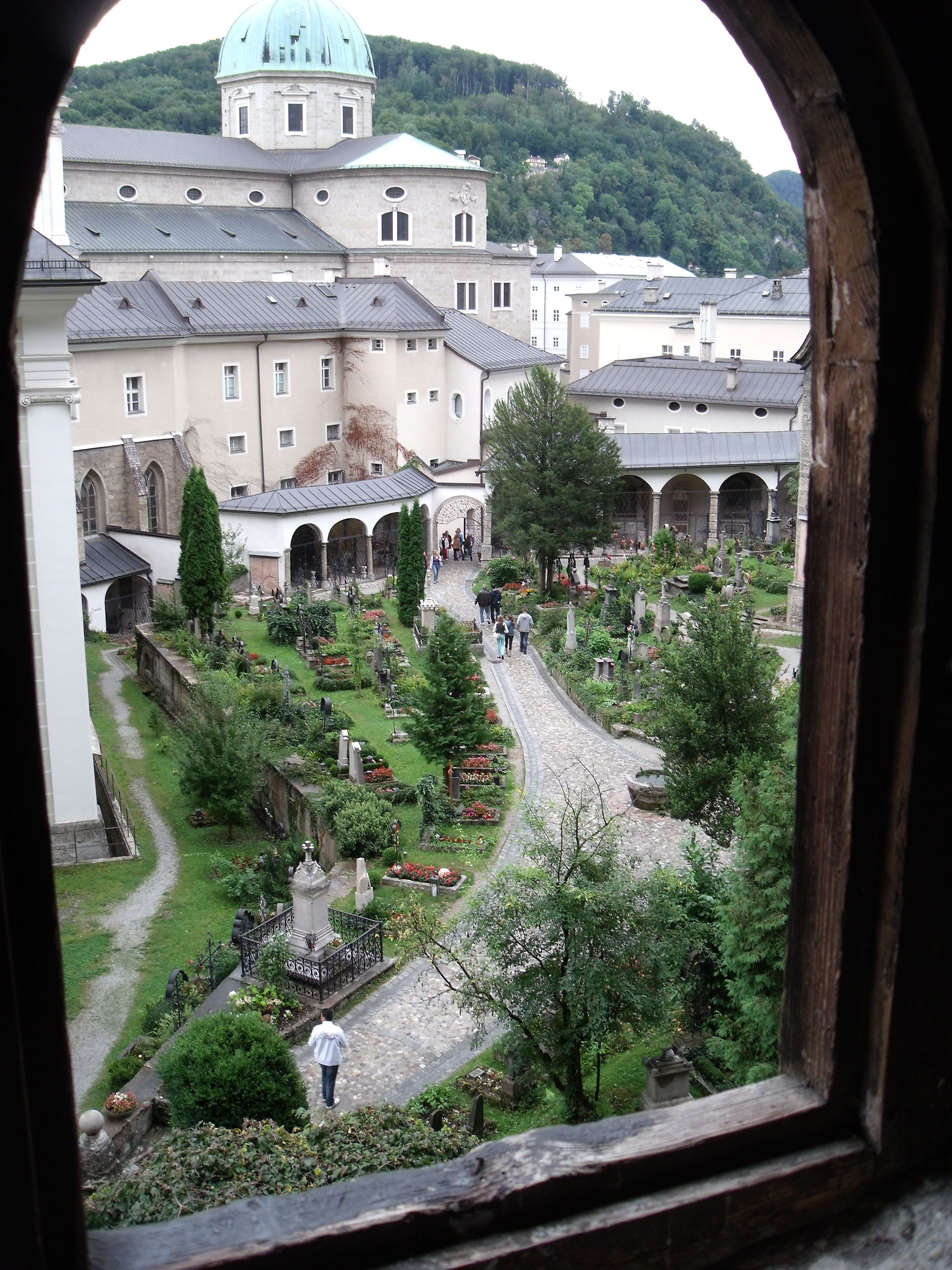
Petersfriedhof, Blick von den „Katakomben“ auf das Gräberfeld und den Salzburger Dom

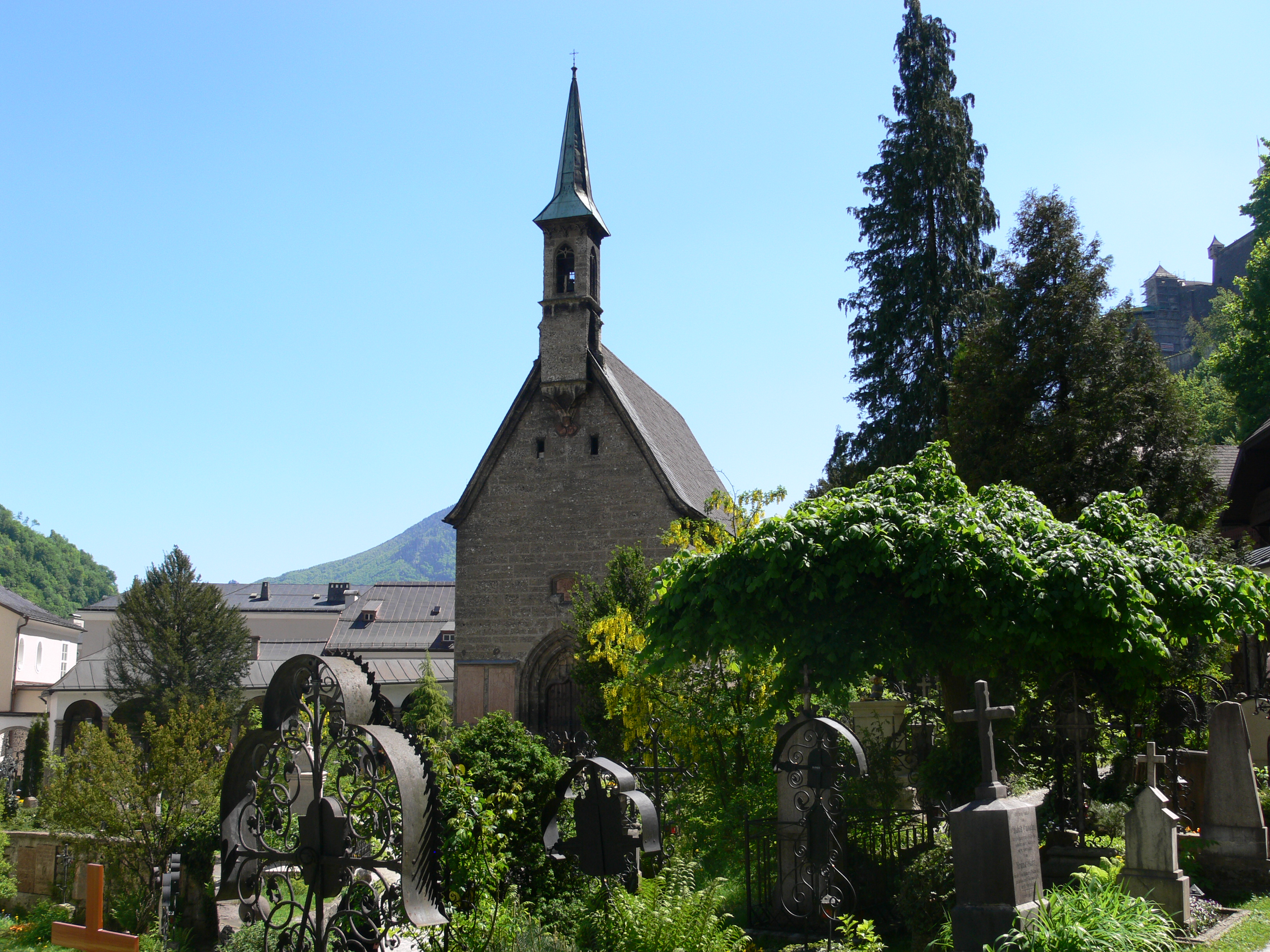
Margarethenkapelle auf dem Petersfriedhof

Der Friedhof ist mit großer Wahrscheinlichkeit genauso alt wie das Kloster St. Peter, er geht also auf die Zeit um das Jahr 700 zurück. Schon während der Völkerwanderung scheint es an dieser Stelle einen Friedhof gegeben zu haben. Aus der ersten Zeit, als er schon zu St. Peter gehörte, durften dort nur  Klosterangehörige beigesetzt werden. Ein erster urkundlicher Nachweis ist die Verleihung des Begräbnisrechtes durch Erzbischof Konrad I. von Abensberg vom 22. März 1139. Der Friedhof war damals vermutlich kleiner als heute oder besaß eine andere Form, da im Raum zwischen der Kreuzkapelle und der Stiftskirche damals das Kloster St. Peter stand. Der älteste erhaltene Grabstein dieses Friedhofes ist jener von Abt Dietmar († 1288). Der Grabstein trägt die Inschrift † VI. K. Martii. Obiit. I Dietmar. Abas. S. Pet.  Aus dem Jahr 1300 stammt ein Grabstein mit dem ältesten Familienwappen und der Inschrift Hie leit her Man Gaerr... (Beide Grabsteine heute im Kreuzgang des Klosters).
Viele Verstorbene aus namhaften Geschlechtern des Mittelalters sind hier beerdigt, wie 1327 Heinrich von Prunning, 1343 Wulfingus und 1358 Wulfingus Junior von Goldek (aus dem Geschlecht der Herren von Goldeck), 1360 Ann de Nussdorferin aus dem Geschlecht der Herren von Nussdorf. Aus späterer Zeit ist das Familiengrab der Herren von Keuczl (Keutzl, seit 1589), jenes der Herren von Lasser (nach 1530), 1538 ein Warbar von Keutschach und das Grab von Werner von Raittenau zu Langenstein (1593), dem Vater von Erzbischof Wolf Dietrich von Raitenau bemerkenswert. Eine mittelalterliche Begräbnisgruft für Mönche wurde im Friedhof St. Peter 1865 entdeckt, aber im gleichen Jahr wieder vermauert. Unter Abt Petrus (1436–1466) wurde der Friedhof mit einer Friedhofsmauer umgeben. Die erste Friedhofsordnung stammt von Abt Beda Seeauer (1753–1785).
Mit Kundmachung vom 9. Dezember 1878 wurde der Friedhof für Beerdigungen gesperrt, da der Salzburger Kommunalfriedhof damals als künftig einziger Friedhof der Stadt galt. Der Folgen der Friedhofsauflassung für das Stadtbild war man sich damals aber nicht bewusst. Um 1900 traten bereits größere Verfallserscheinungen auf. Damals wurde übrigens auch diskutiert, den Friedhof teilweise aufzulösen und den Grund für die Personen-Standseilbahn auf den Festungsberg zu nutzen. Der Plan scheiterte in der Folge am beharrlichen Widerstand des Klosters als Grundeigentümer. Bis 1930 hat das Kloster auf eigene Rechnung gemeinsam mit einigen Grufteignern den Erhalt des Friedhofs gewährleistet. Dieses Bemühen anerkannte der Magistrat der Stadt in der Folge, in dem er ab 24. März 1930 Neubestattungen auf diesem Friedhof grundsätzlich wieder zuließ.

## Friedhofsteile

### Gruftarkaden

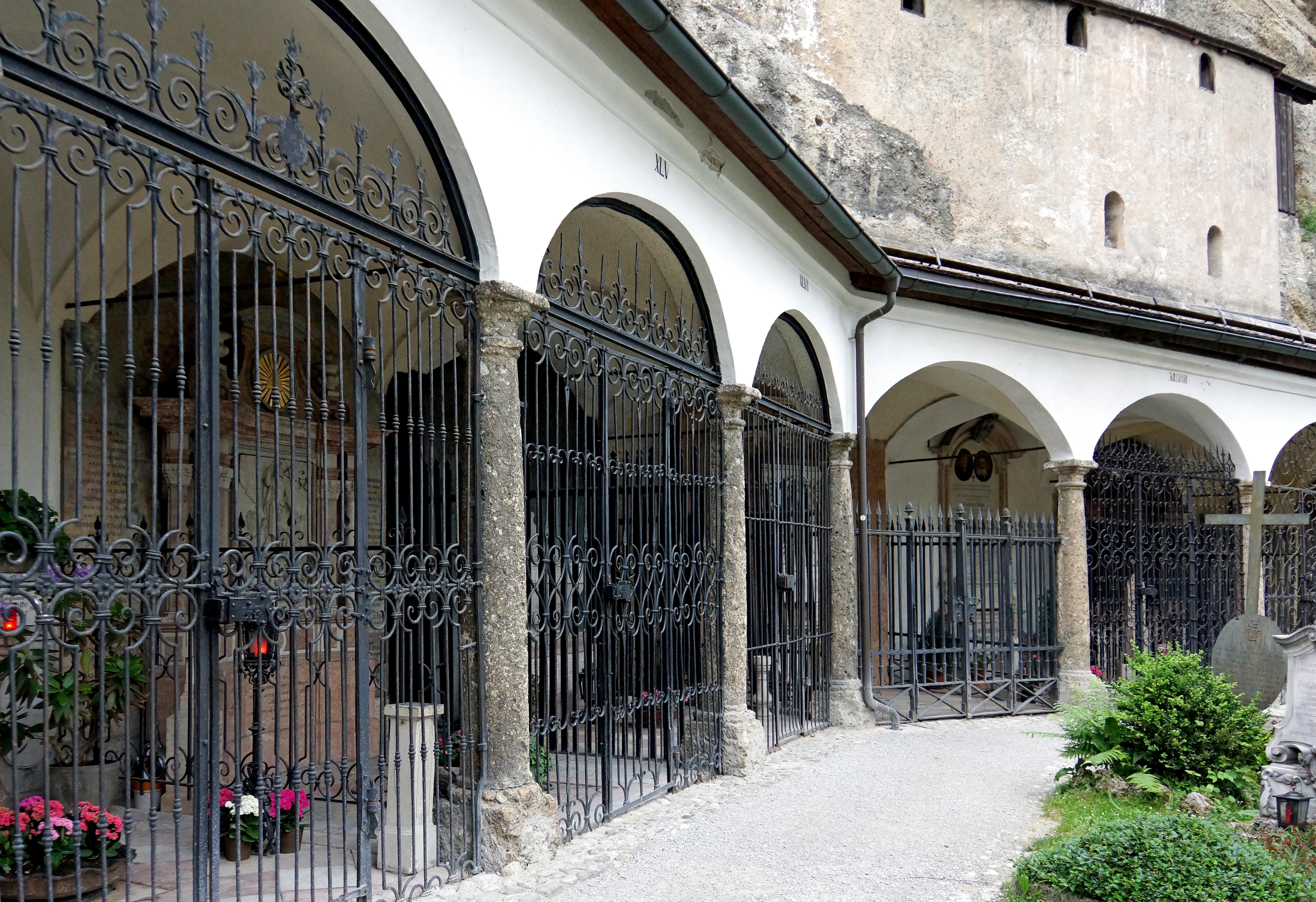
Petersfriedhof: Gruftarkaden

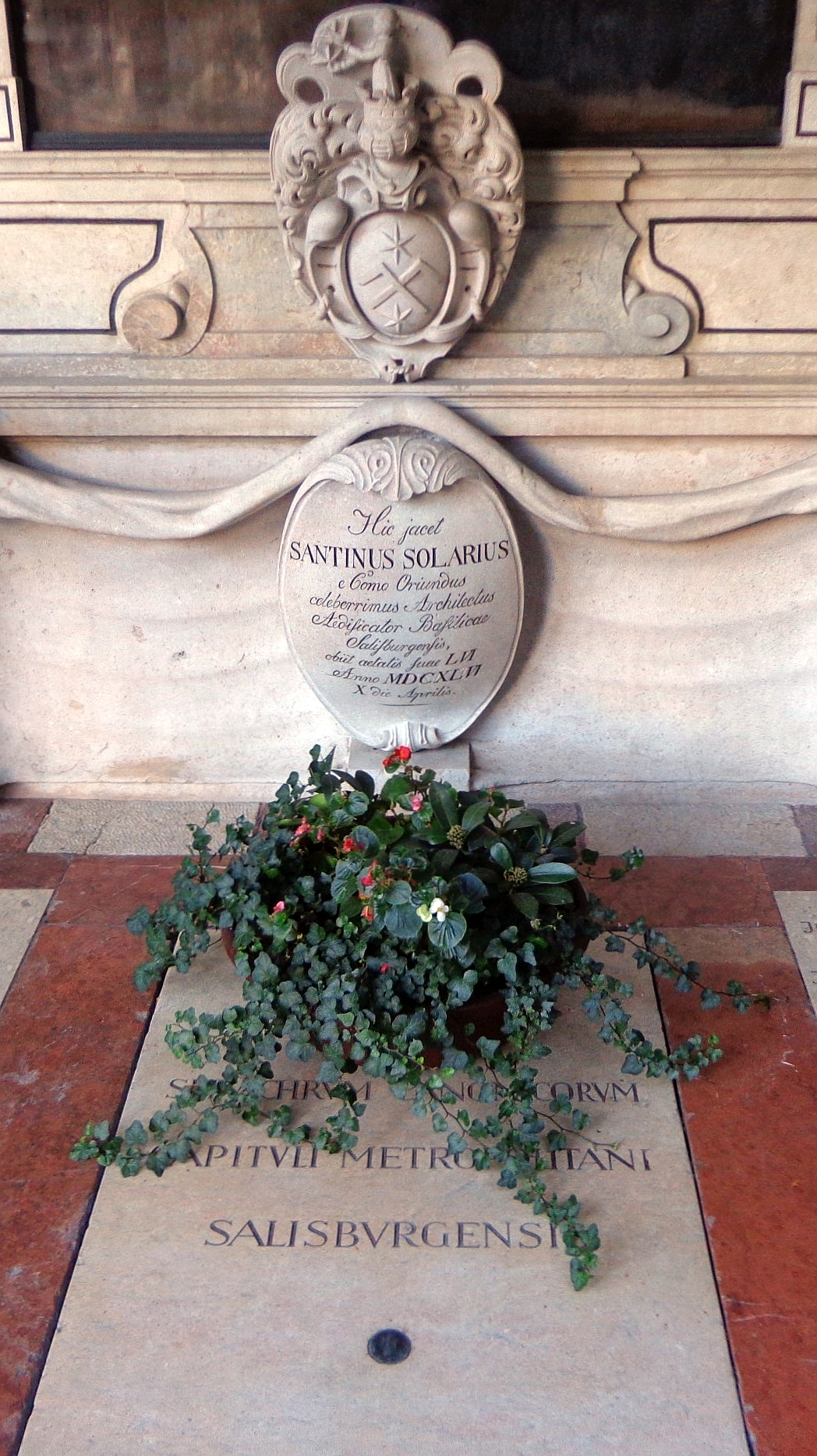
Gruft Nr. 31: Santino Solari und Andreas Laun

Die Grüfte IV-VII wurden um 1625, die Grüfte IX-XXIV 1615–1626 und die Grüfte XXV-LIV 1626–1630 erbaut. Diese Arkaden gestaltete großteils der Maurermeister Christoph Gottsreiter. Die Epitaphien und schmiedeeisernen Abschlussgitter stammen dabei aus der Zeit zwischen dem 17. und dem 20. Jahrhundert.
In den Gruftarkaden sind beerdigt:
- Gregor Baldi (1814–1878, Gruft Nr. 34)
- Maria Anna von Berchtold zu Sonnenburg (1751–1829, Gruft Nr. 54), Mozarts Schwester
- Mathias Gschnitzer (1808–1884, Gruft Nr. 28), Bürgermeister der Stadt Salzburg
- Johann Georg Hagenauer (1748–1835, Gruft Nr. 52)
- Johann Lorenz Hagenauer (Gruft Nr. 16)
- Wolfgang Hagenauer (1726–1801, Gruft Nr. 52)
- Sigmund Haffner d. Ä., (1699–1772, Gruft Nr. 39), Bürgermeister der Stadt Salzburg
- Sigmund Haffner d. J. (1756–1787, Gruft Nr. 39)
- Michael Haydn  (1737–1806, Gruft Nr. 54)
- Ferdinand Holböck (1913–2002, Gruft Nr. 31)
- Gustav Kapsreiter (1893–1971, Gruft Nr. 33)
- Robert Keldorfer (1901–1980, Gruft Nr. 32)
- Herbert Klein (1900–1972, Gruft Nr. 51)
- Andreas Laun (1942–2024, Gruft Nr. 31), Weihbischof in Salzburg
- Carl Mayr  (1875–1942, Gruft Nr. 33)
- Richard Mayr (1877–1935, Gruft Nr. 33)
- Heinrich Ritter von Mertens  (1811–1872, Gruft Nr. 19), Bürgermeister der Stadt Salzburg
- Franz Heinrich von Naumann (1749–1795, Gruft Nr. 32)
- Johann Christian Paurnfeind (1687–1768, Gruft Nr. 50), Bürgermeister der Stadt Salzburg
- Otto Pflanzl (1865–1943, Gruft Nr. 41), Heimatdichter
- Santino Solari (1576–1646, Gruft Nr. 31), Baumeister des Salzburger Doms
- Josef Thorak (1889–1952, Gruft Nr. 25), Bildhauer
- Franz Wasner (1905–1992, Gruft Nr. 51)
- Ignatz Anton von Weiser (1701–1785, Gruft Nr. 22), Bürgermeister der Stadt Salzburg, schrieb das Libretto zu „Die Schuldigkeit des ersten Gebots“[1]

### Gräberfeld

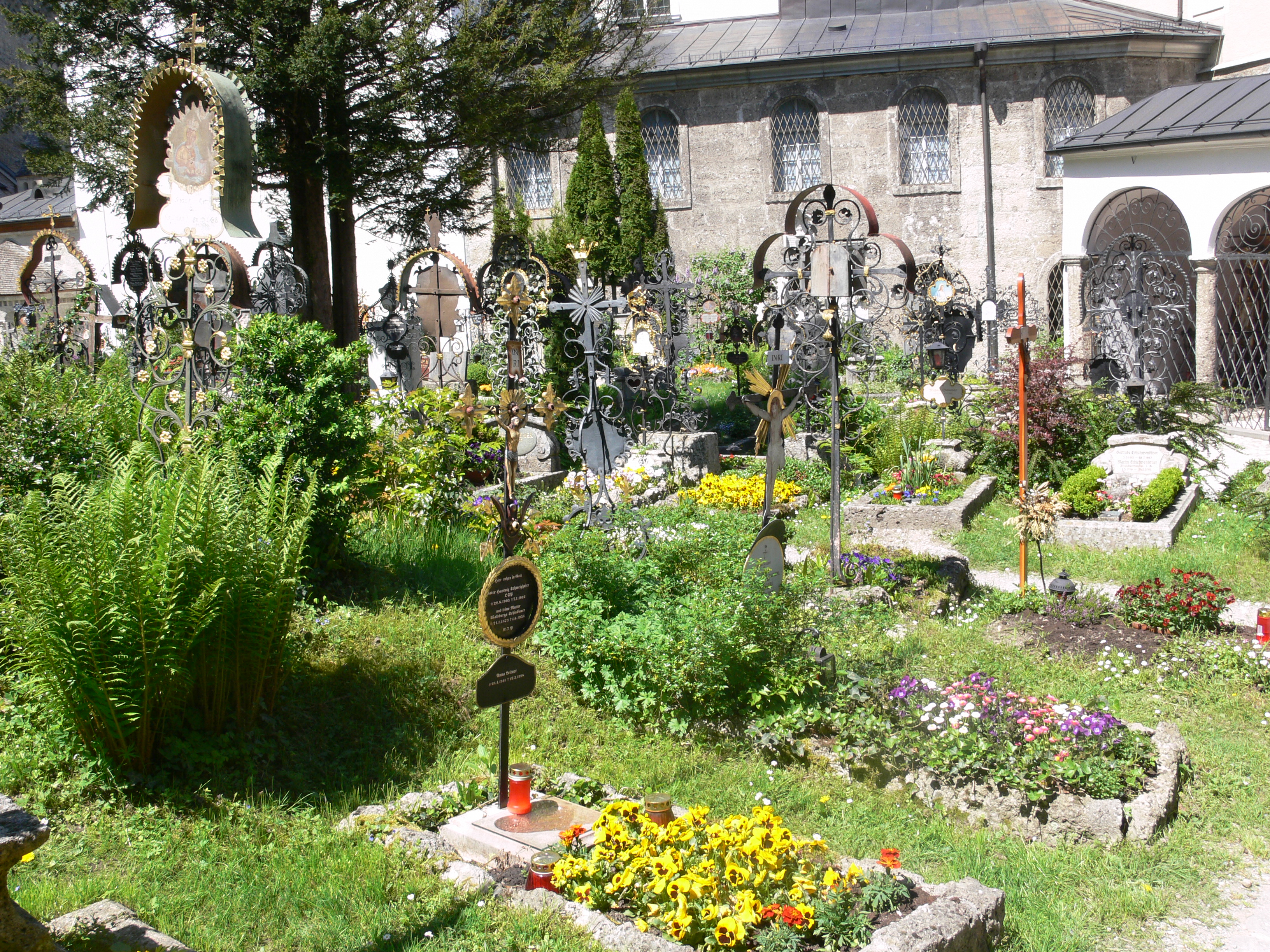
Gräberfeld des Petersfriedhofs

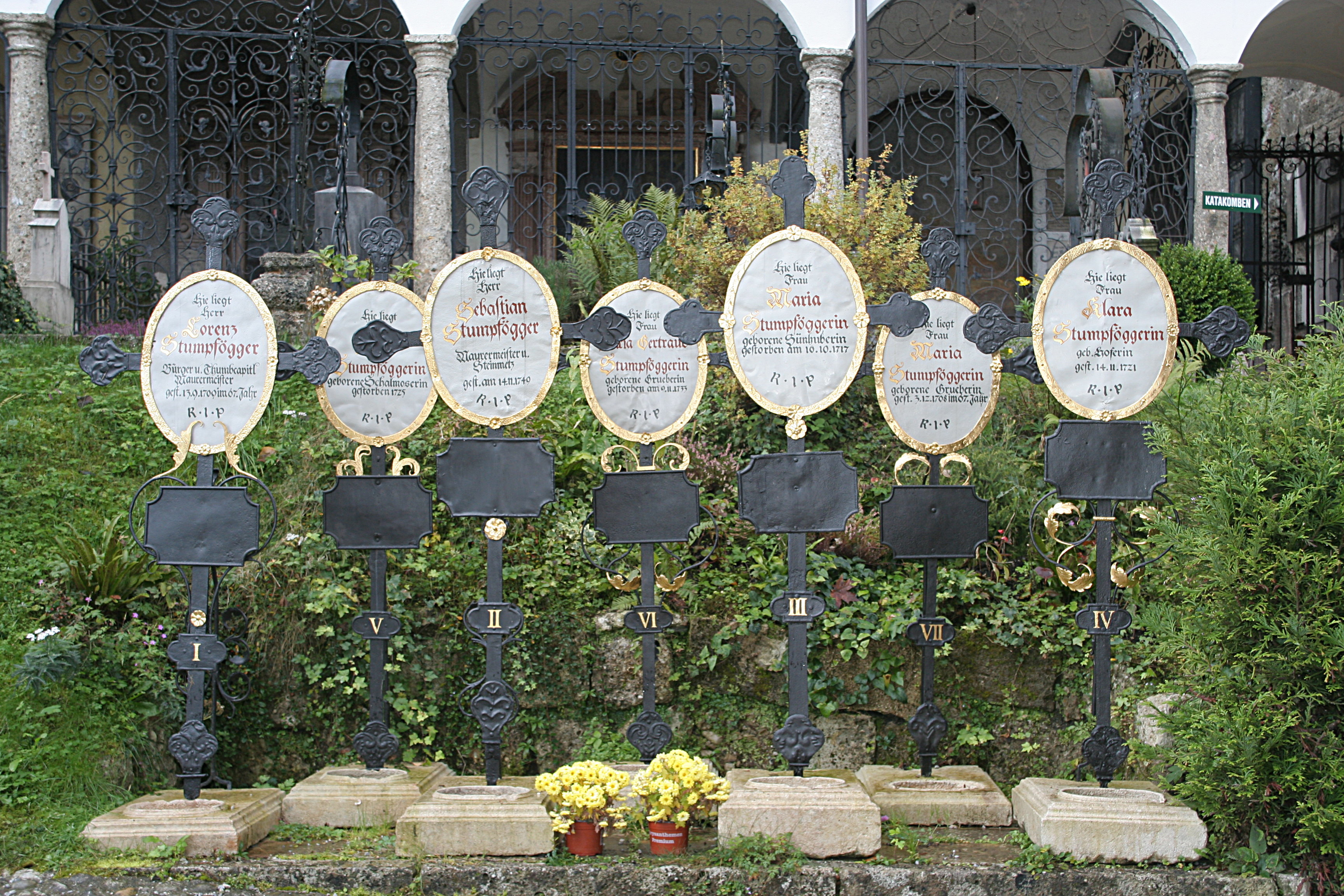
Grabstätte Stumpfegger mit sieben Kreuzen: Sebastian Stumpfegger, seine vier Ehefrauen und seine Eltern

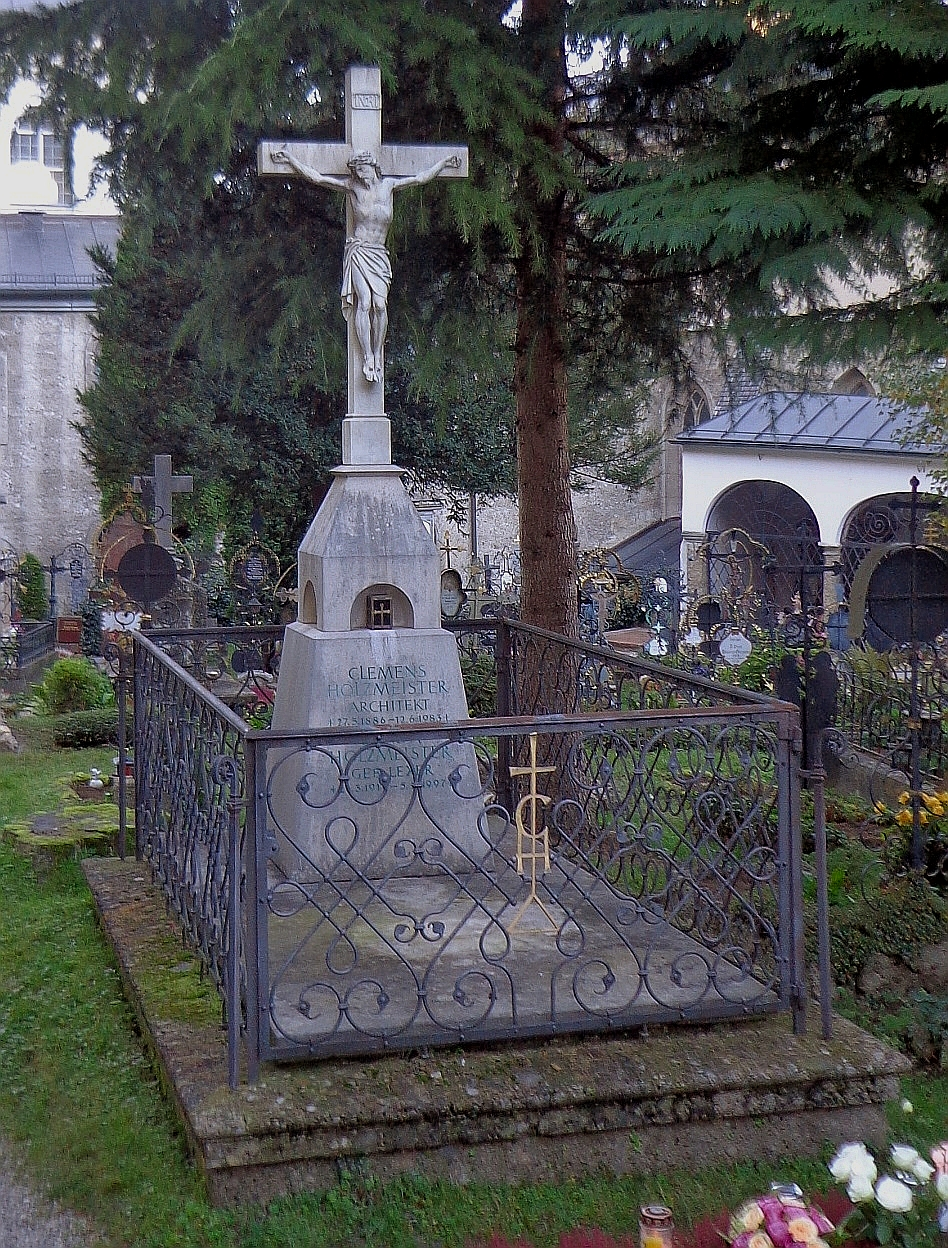
Grab von Clemens Holzmeister

Im Gräberfeld befindet sich die Begräbnisstätte des bekannten Hofsteinmetzes und Maurermeisters Sebastian Stumpfegger mit sieben Kreuzen. Die in früherer Zeit von Fremdenführern zur Unterhaltung ihrer Gäste gern erzählte pietätlose und unwahre Behauptung, nach der dieser prominente und hochbegabte Mitarbeiter Johann Bernhard Fischer von Erlachs seine angeblich sechs Ehefrauen heimtückisch ermordet habe, sollte aus dem Gedächtnis gelöscht werden. In Wirklichkeit erinnern die Inschriften auf den insgesamt sieben Kreuzen an Meister Sebastian Stumpfegger, seine vier Ehefrauen und seine Eltern.
Bemerkenswert ist auch der launige Spruch auf einem Grabstein eines Bediensteten des Salzburger Museums Carolino Augusteum des Jahres 1870: Froh gelebt, kein Scherz verdorben, – Viel geplagt und nichts erworben, – Viele Freunde, wenig Geld – War sein Loos auf dieser Welt.
Berühmte Persönlichkeiten in den Reihengräbern
- Anna Chromy, Malerin und Bildhauerin
- Harry J. Collins, Kommandeur der 42. US-Infanterie-Division Rainbow[2]
- Anton Dawidowicz, Komponist und Domkapellmeister von Salzburg[3]
- Joseph Eberle, Schriftsteller
- Martin Hell, Ingenieur und Prähistoriker
- Richard Hildmann, Bürgermeister der Stadt Salzburg
- Clemens Holzmeister, Architekt
- Armin Kircher
- Josef Klampfer, bekannter Salzburger Krippenkünstler 1892–1962
- Hans Lechner, Landeshauptmann von Salzburg
- Franz Martin, Kunsthistoriker
- Andreas Nesselthaler, der letzte Salzburger Hofmaler
- Bernhard Paumgartner
- Georg Pezolt
- Heinz Politzer
- Otto Prossinger (1906–1987), Architekt
- Alois Schmiedbauer
- Georg Schuchter, Schauspieler
- Wilhelm Wolf, Politiker

### „Katakomben“ (Einsiedelei, Eremitorium)

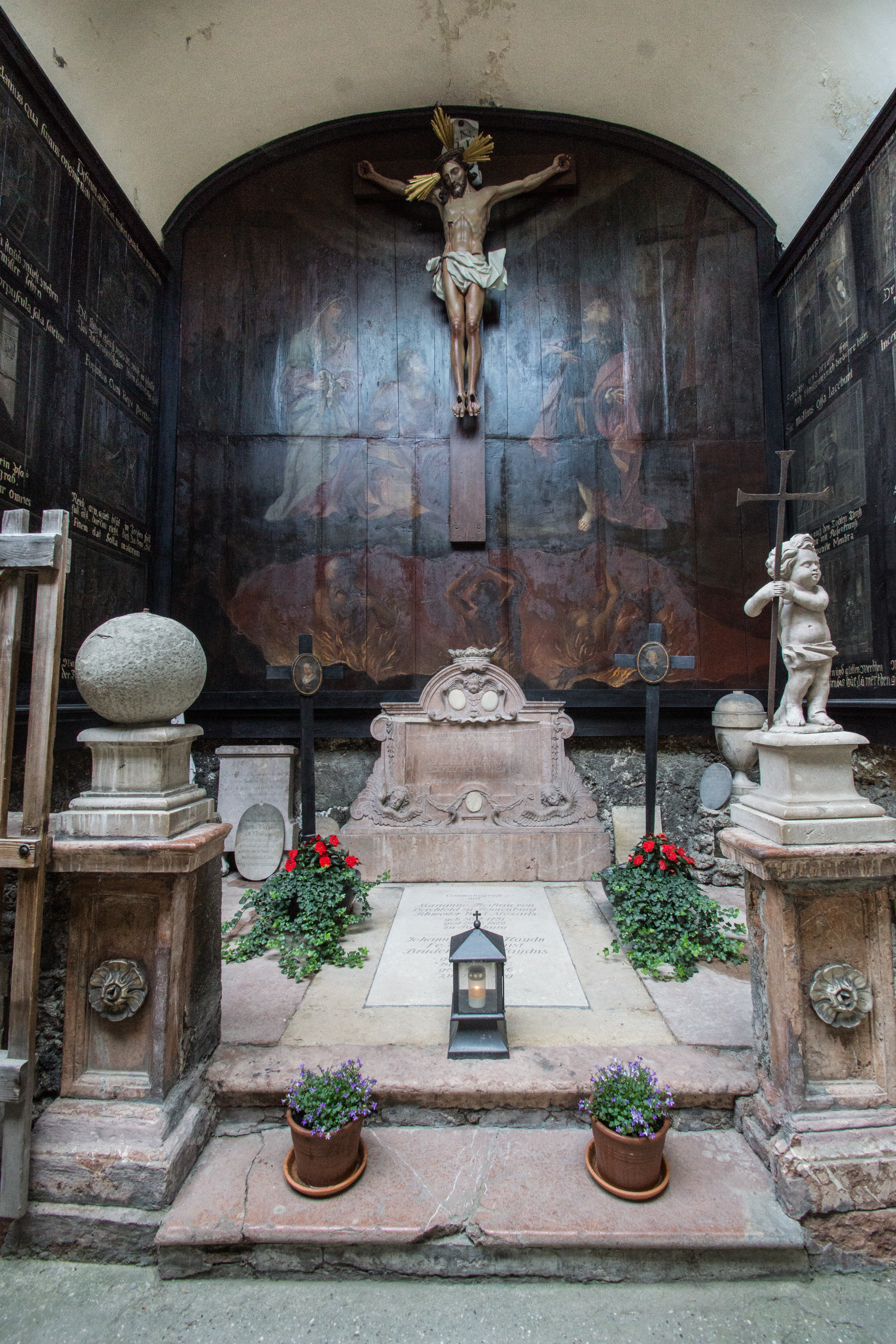
Grabdenkmal der Communegruft

Am Rand des Petersfriedhofs befinden sich die sogenannten „Katakomben“.

### Communegruft
Die Katakomben sind westlich der Gruftarkaden durch die Communegruft zugänglich, von der aus eine Stiege zu den zwei Kapellen hinauf führt, die einst als Höhlenbauten aus dem Berg herausgearbeitet worden waren, durch Felsstürze später aber teilweise sichtbar wurden und daraufhin wieder zugemauert wurden. In der Communegruft finden sich auch die einzigen Grabstätten nächst den Katakomben: So wurden zu Beginn des 19. Jahrhunderts etwa Mozarts Schwester Nannerl und mit dieser befreundet der Komponist Michael Haydn in der Gruft beigesetzt.

## Thema der Malerei und Dichtung
Durch seine Lage am Fuß des Felsens des Festungsberges und sein malerisches Umfeld, das immer wieder neue Blickwinkel eröffnet, war der Petersfriedhof ein bevorzugtes Thema der Malerei und Dichtung des 19. Jahrhunderts.
Der Salzburger Kirchhof

 (Nikolaus Lenau)

O schöner Ort, den Toten auserkoren

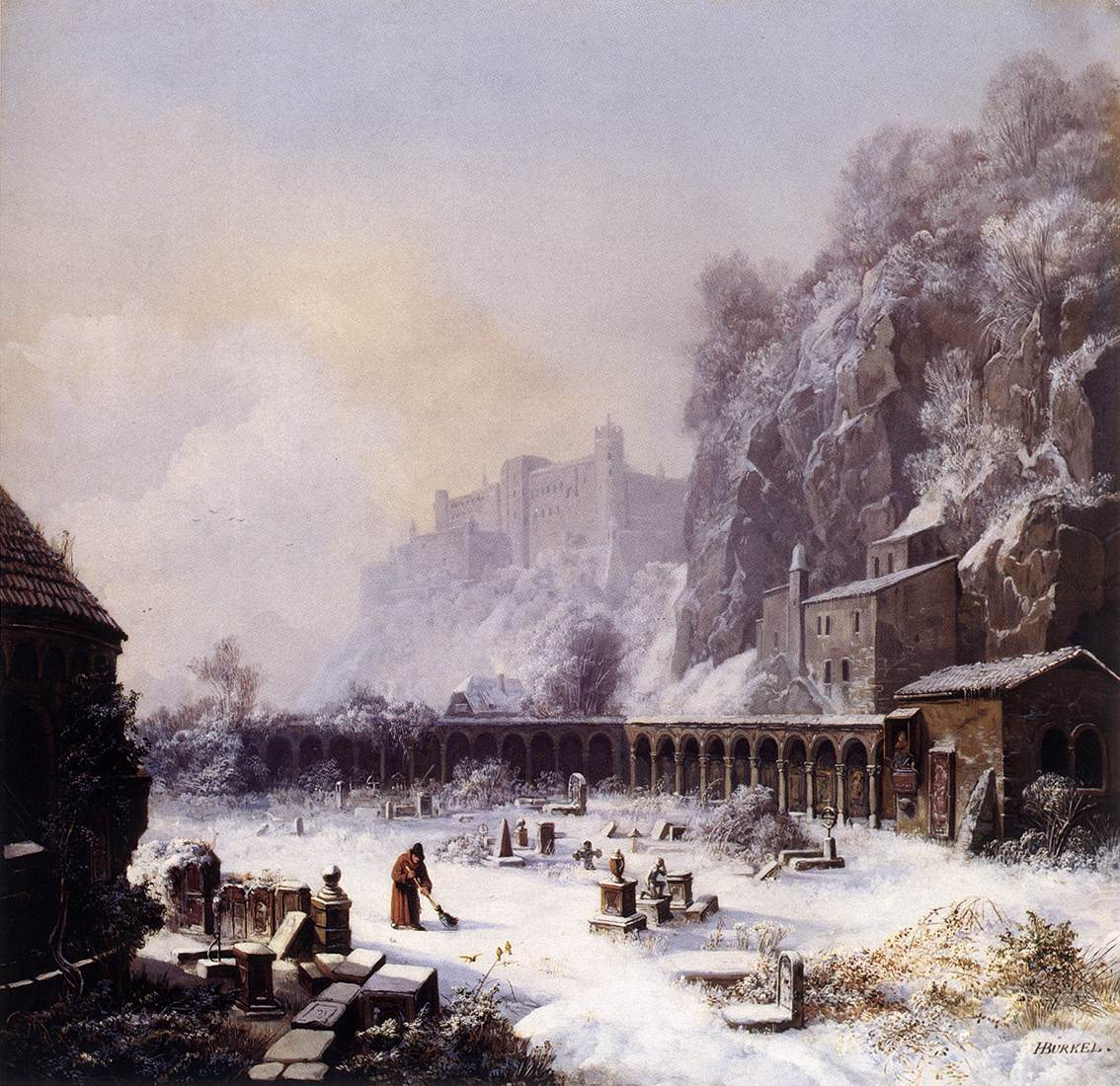
Gemälde des Petersfriedhofs von Heinrich Bürkel (1802–1869)

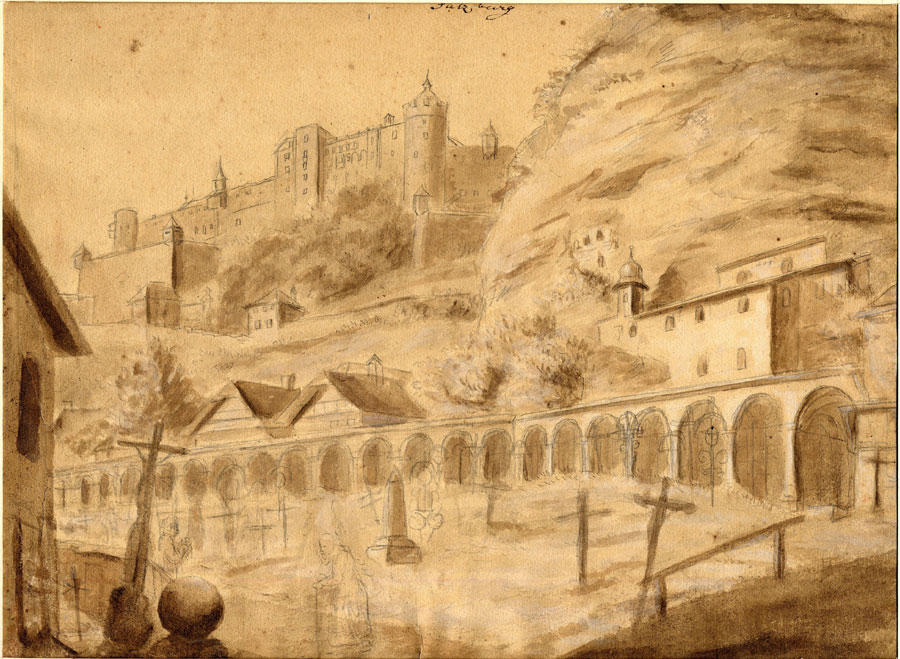
Bleistiftzeichnung des Petersfriedhofs um 1880

Zur Ruhestätte für die müden Glieder!

Hier singt der Frühling Auferstehungslieder,

Vom treuen Sonnenblick zurückbeschworen.

Wenn alle Schmerzen auch ein Herz durchbohren,

Dem man sein Liebstes senkt zur Grube nieder,

Doch glaubt es leichter hier: wir sehn uns wieder,

Es sind die Toten uns nicht ganz verloren.

Der fremde Wandrer, kommend aus der Ferne,

Dem hier kein Glück vermodert, weilt doch gerne

Hier, wo die Schönheit Hüterin der Toten.

Sie schlafen tief und sanft in ihren Armen,

Worin zu neuem Leben sie erwarmen;

Die Blumen winkens, ihre stillen Boten.
St.-Peters-Friedhof

 (Georg Trakl)

Ringsum ist Felseneinsamkeit.

Des Todes bleiche Blumen schauern

auf Gräbern, die im Dunkel trauern –

doch diese Trauer hat kein Leid.

Der Himmel lächelt still herab

in diesen traumverschlossenen Garten,

wo stille Pilger seiner warten,

es wacht das Kreuz auf jedem Grab.

Die Kirche ragt wie ein Gebet

vor einem Bilde ewiger Gnaden,

manch Licht brennt unter den Arkaden,

das stumm für arme Seelen fleht –

Indes die Bäume blüh'n zur Nacht,

daß sich des Todes Antlitz hülle

in ihrer Schönheit schimmernde Fülle,

die Tote tiefer träumen macht.

## Weitere Friedhöfe in der Stadt Salzburg
- Salzburger Kommunalfriedhof
- Sebastiansfriedhof
- Jüdischer Friedhof Salzburg
- Friedhof Maxglan
- Friedhof Aigen
- Friedhof Gnigl
- Friedhof Leopoldskron
- Friedhof Morzg
- Friedhof Liefering
- Friedhof Mülln
- Friedhof des Stiftes Nonnberg
- Soldatenfriedhof im Nonntaler Donnenbergpark